# Kroppsbyggning

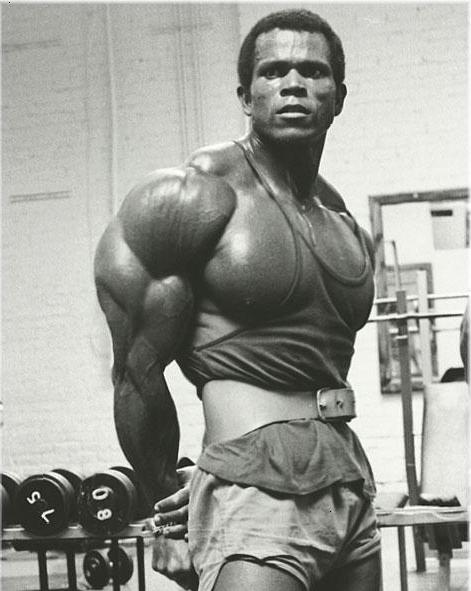
Serge Nubret (1938–2011), fransk professionell kroppsbyggare.

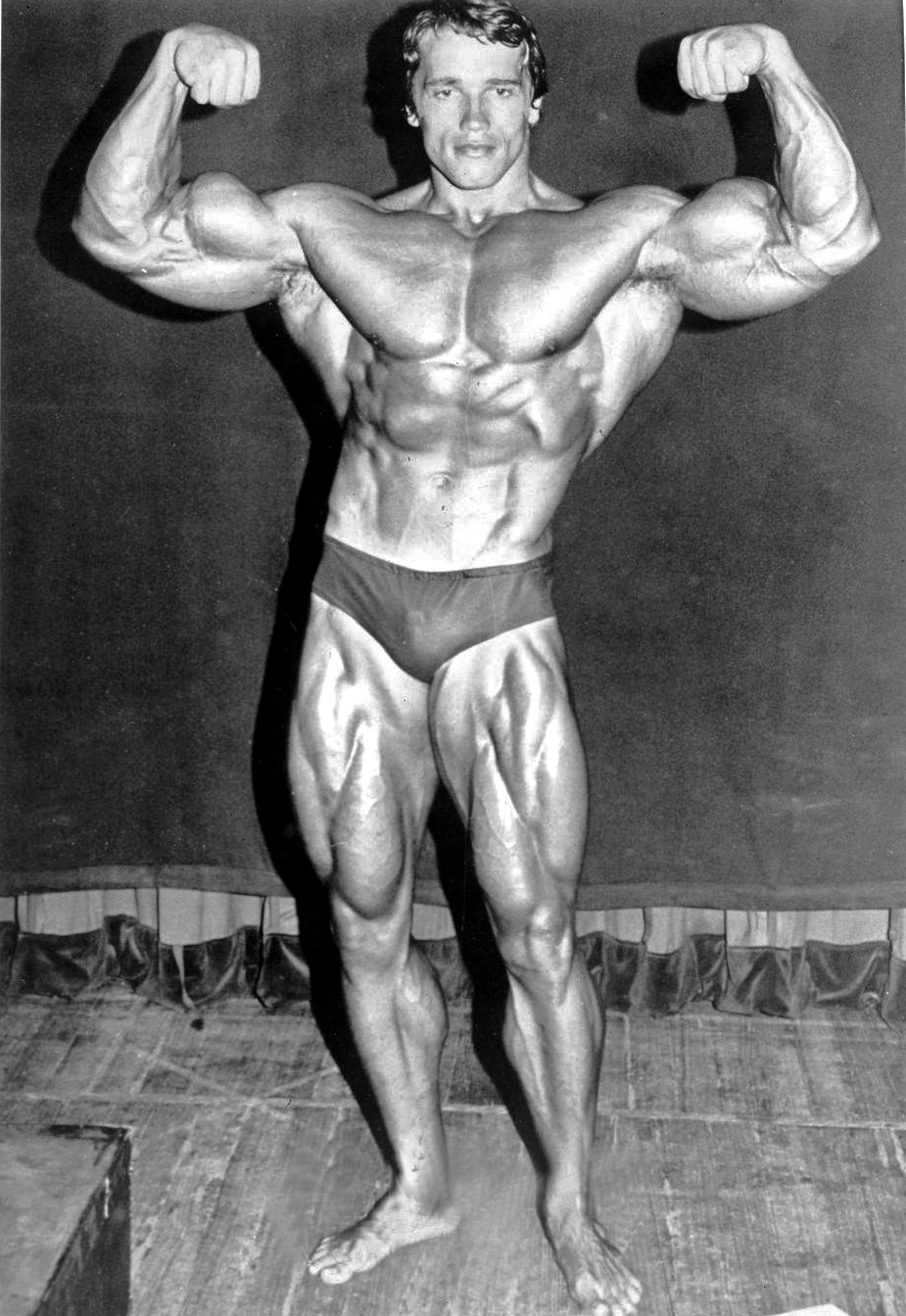
Arnold Schwarzenegger under sin karriär som kroppsbyggare 1974.

Kroppsbyggning (bodybuilding) innebär att utveckla kroppens muskler i styrka och volym genom en kombination av systematisk styrketräning, balanserad näring och vila. Kroppsbyggnad är även en tävlingssport, en form av bedömningssport. Utövare kallas kroppsbyggare eller bodybuilder. 
Internationellt är kroppsbyggnad väl etablerad som tävlingssport, där Mr. Olympia samt Ms. Olympia är två exempel på tävlingar för herrar respektive damer. 
Svenska kroppskulturförbundet har flera gånger ansökt om medlemskap i Riksidrottsförbundet, som dock gett avslag. Kända svenska kroppsbyggare är bland annat Ulf Bengtsson, Anders Graneheim, Stefan Jonsson, Martin Kjellström, Ehrling Wahlgren och Roger Zapfe.

## Kända kroppsbyggare
- Ronnie Coleman
- Franco Columbu
- Jay Cutler
- Lou Ferrigno
- Lee Haney
- Phil Heath
- Dexter Jackson
- Markus Rühl
- Arnold Schwarzenegger
- Dorian Yates
- Frank Zane